# Vrtilna doba
Vrtílna dôba (tudi rotacíjska perióda) je čas, ki ga nebesno telo potrebuje za en obrat okrog svoje osi vrtenja glede na zvezde. Pri Zemlji se to imenuje siderski dan (zvezdni dan), ki ga je treba razlikovati od sinodskega dneva. Ime izvira iz latinskega imena za zvezdo (sidus).

## Oblike
Vrtilno dobo za toga (trdna) telesa se lahko opiše z eno vrednostjo. Pri zvezdah in plinastih nebesnih telesih se vrtilna doba spreminja od ekvatorja proti poloma. Pri teh telesih se kot vrtilna doba navaja doba internega vrtenja (na primer: vrtenje magnetnega polja).
Pri telesih, ki nimajo krogelne simetrije, vrtilna doba običajno ni stalna (posebno še, če ni težnostnega polja). Smer vrtilne osi telesa je v prostoru fiksirana zaradi zakona o ohranitvi vrtilne količine. Pri tem pa se os vrtenja telesa lahko spreminja in s tem se spreminja tudi vztrajnostni moment telesa. Ker pa je (za togo telo) vrtilna količina produkt vztrajnostnega momenta in kotne hitrosti, se zaradi spreminjanja vztrajnostnega momenta spreminja tudi kotna hitrost. Na ta način lahko nastane zelo nenavadno gibanje. Zgled takšnega gibanja je gibanje lune Hiperion, ki obkroža Saturn. Njeno gibanje se lahko opiše kot kaotično.

## Vrtilne dobe nekaterih nebesnih teles
| Sonce   | 25,38 dni (ekvator), približno 35 dni v bližini polov  |
| Merkur  | 58,6462 dni (58 dni 15,5088 ur)                        |
| Venera  | −243,0185 dni (vzvratno)                               |
| Zemlja  | 0,997268 dni (23,9344 ur) (86.164 s)                   |
| Luna    | 27,321661 dni (sočasno)                                |
| Mars    | 1,025 957 dni (24,622 962 ur)                          |
| Jupiter | 0,413 538 021 dni (9 ur 55 min 29,685 s)               |
| Saturn  | 0,444 009 259 2 dni (10 ur 39 min 22,400 00 s)         |
| Uran    | −0,718 333 333 d (17 ur 14 min 24,000 00 s) (vzvratno) |
| Neptun  | 0,671 250 00 dni (16 ur 6 min 36,000 00 s)             |
| Pluton  | −6,387 dni (6 dni 9 h 17,6 min) (vzvratno)             |